# Samos: Oros Kerkis
Samos: Oros Kerkis este o arie protejată (arie de protecție specială avifaunistică — SPA) din Grecia întinsă pe o suprafață de 9.117,77 ha, integral pe uscat.

## Localizare
Centrul sitului Samos: Oros Kerkis este situat la coordonatele 37°44′07″N 26°38′23″E / 37.735294°N 26.639638°E.

## Înființare
Situl Samos: Oros Kerkis a fost declarat arie de protecție specială avifaunistică în martie 2010 pentru a proteja 45 de specii de animale.

## Biodiversitate
Situată în ecoregiunea mediteraneană, aria protejată nu include niciun habitat protejat.
La baza desemnării sitului se află mai multe specii protejate de  păsări (45): uliu cu picioare scurte (Accipiter brevipes), ciocârlie-de-câmp (Alauda arvensis), fâsă-de-câmp (Anthus campestris), lăstunul mare (Apus apus), buha (Bubo bubo), șorecarul comun (Buteo buteo), ciocârlie-cu-degete-scurte (Calandrella brachydactyla), caprimulg (Caprimulgus europaeus), șerpar (Circaetus gallicus), prepeliță (Coturnix coturnix), lăstun de casă (Delichon urbicum), egretă mică (Egretta garzetta), Emberiza caesia, presură de grădină (Emberiza hortulana), Falco eleonorae, șoim călător (Falco peregrinus), vânturel de seară (Falco vespertinus), muscar-gulerat (Ficedula albicollis), piciorong (Himantopus himantopus), Hippolais olivetorum, rândunică (Hirundo rustica), capîntortură (Jynx torquilla), sfrâncioc roșiatic (Lanius collurio), sfrânciocul cu frunte neagră (Lanius minor), Lanius nubicus, sitar de mâl (Limosa limosa), ciocârlie de pădure (Lullula arborea), prigoare (Merops apiaster), codobatura galbenă (Motacilla flava), grangur (Oriolus oriolus), vrabie negricioasă (Passer hispaniolensis), viespar (Pernis apivorus), Phalacrocorax aristotelis desmarestii, corcodel mare (Podiceps cristatus), corcodel-cu-gât-negru (Podiceps nigricollis), lăstun de mal (Riparia riparia), turturică (Streptopelia turtur), silvie porumbacă (Sylvia nisoria), Sylvia ruppeli, Tachymarptis melba, fluierar de mlaștină (Tringa glareola), fluierar cu picioare verzi (Tringa nebularia), fluierarul de zăvoi (Tringa ochropus), fluierar de lac (Tringa stagnatilis), fluierarul cu picioare roșii (Tringa totanus)
Pe lângă speciile protejate, pe teritoriul sitului au mai fost identificate 26 de specii de plante, 3 specii de păsări.